# De krasse kroko
De krasse kroko is een stripverhaal uit de reeks van Suske en Wiske. Het wordt geschreven door een scenario- en tekenteam onder leiding van Peter Van Gucht en Luc Morjaeu.  De eerste albumuitgave is op 2 mei 2007.

## Locaties
Dit verhaal speelt zich af op de volgende locaties:
- België, lunapark langs de dijk, Knokkenberge, appartement in hotel, Australië, de Vallei van de Wa’a Muka (de krokodillenrivier), Aboriginalreservaat, de Muka Kanhi (de krokodillenrots) met grot, Kangooroo Kreek, de Wortelhut, politiebureau.

## Personages
In dit verhaal komen de volgende personages voor:
- Suske, Wiske, tante Sidonia, Lambik, Jerom, professor Barabas, Awunyi (Aboriginal), parkwachter, Paul Geerts (Pol), Goeroe (sprekende kangoeroe), Kooha (geest in het uiterlijk van een kookaburra, Willy Vandersteen), Krokoman (tovenaar, krokodil), Sjakosj en andere krokodillen, politieagent, aboriginals, Wutu Kame (tovenaar), dingo, slang.

## Uitvindingen
In dit verhaal spelen de volgende uitvindingen mee:
- de gyronef, de RVD.[1]

## Het verhaal
Een gids neemt een reisgezelschap mee door Australië, Paul Geerts is er ook bij en hij blijft alleen achter en gaat het Aboriginalreservaat binnen. Al snel ziet hij de Muka Kanhi (de krokodillenrots) en hij vindt een peenku wiipa wika (fluit geest taal), een soort didgeridoo, en blaast daarmee een tekening van een geest weg. Maar Pol wordt neergeslagen en de didgeridoo met de door Pol opgeroepen geest vliegt even later weg. Suske, Wiske en Lambik zijn in een lunapark en gaan terug naar het appartement waar tante Sidonia eten heeft gemaakt. De didgeridoo vliegt ’s nachts het hotel binnen en de vrienden worden wakker en kunnen het ding vangen. In de didgeridoo zit de geest die Pol heeft opgeroepen, hij mag zijn naam niet zeggen want dat is de Wet van de Aboriginals. De geest heeft de vorm van een kookaburra, lachvogel, en ze mogen hem Kooha noemen. De vrienden pakken hun spullen als ze horen dat Pol in problemen is, maar Lambik wil zonder Jerom vertrekken om zelf hun vriend te bevrijden. Suske, Wiske en Lambik komen bij een politieman die vertelt dat Pol al meer dan een week wordt vermist, er wordt gevreesd voor zijn leven maar hij is in een gebied waar niet gezocht mag worden. De vrienden gaan op weg maar Lambik laat de auto verongelukken, Kooha gaat op de didgeridoo zitten en wijst de weg. De parkwachter ziet voetspren en volgt deze het oerwoud in., de vrienden komen bij de krokodillenrots en Wiske sms’t naar tante waar ze zijn. De vrienden gaan in de rivier verder en Kooha wordt geraakt door een krokodillengeest die een boemerang gooit. Dan worden de vrienden door zoetwaterkrokodillen aangevallen, ze luisteren naar de tovenaar, maar kunnen ontkomen. De vrienden worden meegenomen door Aboriginals en Kooha wordt gevonden door een sprekende kangoeroe. Awunyi vertelt dat de tovenaar Wutu Kame een magische didgeridoo maakt en er geesten mee opriep, hij kreeg twee toveramuletten en die geven macht aan de tovenaars. Krokoman overmeesterde Wutu Kame en misbruikt zijn toverkracht., hij wil de aboriginals wegjagen uit hun gebied.
’s Nachts horen de vrienden dat tante Sidonia en Jerom met de RVD neergestort zijn in de bush, de volgende ochtend merken de kinderen dat Lambik al vooruit is gegaan richting de krokodillenrots. Ze horen hulpgeroep uit een grot en worden dan aangevallen door de krokodillen, de Krokoman betovert ze. Kooha komt op de didgeridoo en verslaat de krokodillen, de kangoeroe helpt de kinderen uit de diepte en stelt zich voor als Goeroe. Lambik is niet te zien, maar Kooha weet dat hij niet in het geestenrijk is en dus gevangen moet zijn door de Krokoman. Suske en Wiske vinden de RVD en Kooha en Goeroe zien dat de Krokoman het dorp gaat aanvallen met zijn krokodillen. Ze gaan naar de rots en vinden de vastgebonden tovenaar. Suske en Wiske beschermen met de aboriginals het dorp tegen de krokodillen en ze zien de bolhoed van Lambik. Wutu Kame wordt naar de Wortelhut en ze openen een koffer. Suske en Wiske verslaan de Krokoman en de krokodillen trekken terug in de rivier, Kooha gaat zijn vriendjes zoeken. Awunyi vertelt dat de aboriginals het gebied zullen verlaten, maar dan komt de parkwachter aangelopen en vertelt dat ze moeten blijven. De parkwachter gaat met Suske en Wiske op onderzoek en dan blijkt hij de Krokoman te zijn. Hij werkt voor een multinational die uranium wil halen uit het gebied, maar de aboriginals willen de grond niet verkopen en hij liet de vrienden verdwijnen met de zwarte amulet. De parkwachter wordt verslagen met hulp van Awunyi en dan blijkt dat Kooha, Goeroe en hij een val hebben gezet. Ze hebben de amuletten verwisselt en de parkwachter verandert in een krokodil, omdat hij de amulet om zijn hals heeft gedaan. De amulet wordt door de andere krokodillen weggegooid en de parkwachter-krokodil wordt door de dieren te grazen genomen. Jerom, Lambik, Pol en worden weer tot mensen omgetoverd en Goeroe blijkt tante Sidonia te zijn. Ze vermomde zich toen ze zag dat Jerom door de tovenaar werd gevangengenomen. Dan blijkt dat Kooha Willy Vandersteen is, hij verdwijnt weer naar het geestenrijk nadat hij vertelt dat Paul de serie goed heeft overgenomen. De vrienden vinden dat ook, alhoewel Lambik wel vaker de hoofdrol had willen hebben.

### Achtergronden bij het verhaal
Eind oktober 2006 vermeldde de website van Standaard Uitgeverij de titel van het verhaal: De krasse krokoman. De titel werd begin februari 2007 gewijzigd in De krasse kroko. Eind november werd de inhoud van het verhaal bekend.

## Trivia
- Knokkeberge is een woordspeling op Knokke en Blankenberge
- De didgeridoo zegt “Heilige Steenweg”, een uitspraak die in meerdere Suske en Wiske-verhalen voorkomt. Willy Vandersteen gebruikte deze uitspraak geregeld als iets hem bijzonder verbaasde of deed schrikken.

## Bijzonderheden
Dit album is het eerste album in de reeks met een andere kaft. De kaft is nu veel gladder en er komen minder snel scheurtjes e.d in. De prijs is dan ook verhoogd van €3,99 naar €4,50.